# Bluit, Novi Meksiko
Bluit je grad duhova u okrugu Rooseveltu u američkoj saveznoj državi Novom Meksiku. Prema popisu 2010. Bluit je nenaseljen.

## Zemljopis
Bluit se nalazi na 33°37′45″N 103°11′1″W / 33.62917°N 103.18361°W.
Bluitsko groblje nalazi se na 33°38′10,25″N 103°8′56,81″W / 33.63333°N 103.13333°W. Naselje se nalazi u jugoistočnom Novom Meksiku. Selo je 12 milja istočno od Milnesanda na NM 262. Danas je malo ostataka prijašnjeg naselja koji se nisu urušili. Gradić je napušten već dugo vremena.